# چلم‌لی (یورغیر)
چلم‌لی (به ترکی استانبولی: Çelemli) یک منطقهٔ مسکونی در ترکیه است که در یورغیر واقع شده‌است. چلم‌لی ۱٬۳۲۶ نفر جمعیت دارد و ۱۸۵ متر بالاتر از سطح دریا واقع شده‌است.